# Learjet 85
O Learjet 85 é um jacto executivo em processo de produção pela Bombardier Aerospace. O projecto teve início em 30 de Outubro de 2007 e tem previsão para o começo de operações em 2014. É o primeiro avião certificado cuja estrutura é constituída de compósito